# ISO 3166-2:WS

Die elf Distrikte von Samoa

Die Liste der ISO-3166-2-Codes für  Samoa enthält die Codes für die elf Distrikte.

Die Codes bestehen aus zwei Teilen, die durch einen Bindestrich voneinander getrennt sind. Der erste Teil gibt den Landescode gemäß ISO 3166-1 (für  Samoa WS), der zweite den Code für der Distrikt wieder.
Die aktuellen Codes stehen auf der Seite der ISO unter #iso:code:3166:WS zur Verfügung.

| Kreis         | Code  |
| ------------- | ----- |
| Aʻana         | WS-AA |
| Aiga-i-le-Tai | WS-AL |
| Atua          | WS-AT |
| Faʻasaleleaga | WS-FA |
| Gagaʻemauga   | WS-GE |
| Gagaʻifomauga | WS-GI |
| Palauli       | WS-PA |
| Satupaʻitea   | WS-SA |
| Tuamasaga     | WS-TU |
| Vaʻa-o-Fonoti | WS-VF |
| Vaisigano     | WS-VS |